# صرف ناشتایی در شکارگاه
صرف ناشتایی در شکارگاه (انگلیسی: The Hunt Breakfast) نقاشی رنگ روغن بر روی بوم کرباس از گوستاو کوربه نقاش فرانسوی است که در سال ۱۸۵۸ خلق شد